# Alfred Stephan
Alfred Wilhelm Friedrich Stephan (ur. 18 października 1884 w Gliwicach, zm. 20 września 1924 w Bytomiu) – niemiecki prawnik, urzędnik, nadburmistrz Bytomia w latach 1919–1924.

## Życiorys
Syn Hugo Stephana i jego żony Hedwig.
Stephan po ukończeniu szkoły średniej, w 1903 roku rozpoczął studia prawnicze i politologiczne na uniwersytetach we Wrocławiu i Monachium, które ukończył z powodzeniem w 1906 roku.
W czerwcu 1906 roku został zatrudniony jako aplikant sądowy, od 1912 roku pracował na stanowisku asesora sądowego w pruskiej służbie sądowniczej. W 1908 roku uzyskał tytuł doktora nauk prawnych na Wydziale Prawa Uniwersytetu Wrocławskiego na podstawie rozprawy Der negative Leistungsanspruch und die Geschichte seines Rechtsschutzes.

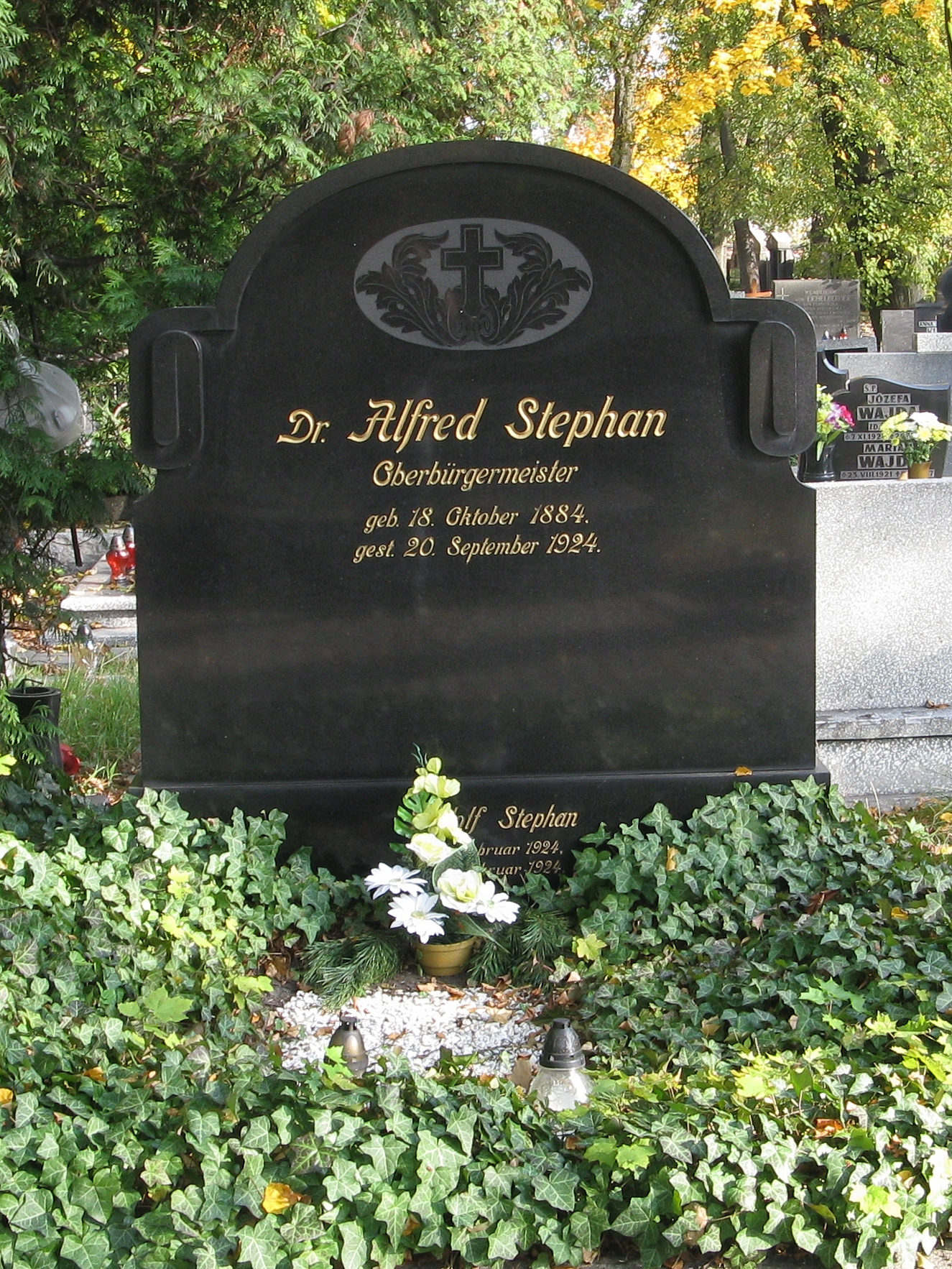
Grób Alfreda Stephana (2018)

Od 1912 do 1919 roku Stephan był radnym bytomskiej rady miejskiej, a 9 sierpnia 1919 został mianowany nadburmistrzem Bytomia.
Stephan został członkiem Pruskiej Rady Państwa z ramienia Partii Centrum. Funkcję tę pełnił od 5 kwietnia 1922 do 20 września 1924.
Alfred Stephan zmarł 20 września 1924 roku w wieku 39 lat w Bytomiu. Został pochowany na cmentarzu Mater Dolorosa, gdzie jego grób zachował się do dziś.
Żonaty z Idą Keller (1892-1965). Miał dwoje dzieci – córkę Mathilde i syna Dietera. Był wyznania katolickiego.